# Sparks of ancient light
Sparks of ancient light is het negentiende muziekalbum van de Britse zanger / gitarist Al Stewart. Stewart heeft het album opgenomen in de The Sign Of The Scorpion-studios in Studio City en de Capitol Studio B te Hollywood, beide in Californië. Stewart beweerde dat dit een van zijn betere albums was van de laatste tijd. De muziek lijkt sprekend op die van zijn topalbum Year of the cat, dat dan al meer dan twintig jaar oud is; ook zijn stem is nauwelijks veranderd. Het album gaat over de onzekerheden in het leven, een zaak, die Al Stewart al langer bezighield. Tevens bevat het net als eerdere albums verwijzingen naar kleine historische gebeurtenissen.

## Musici
- Al Stewart – zang, gitaar
- Laurence Juber- gitaar
- Jim Cox: orgel, piano
- Dennis Genova – basgitaar
- John "Hot Fat Reynolds" Ferraro- slagwerk
- Eric Gorfain, Daphne Chen - viool
- Leah Katz- altviool
- Richard Dodd – cello
- Rick Baptist: trompet

## Muziek

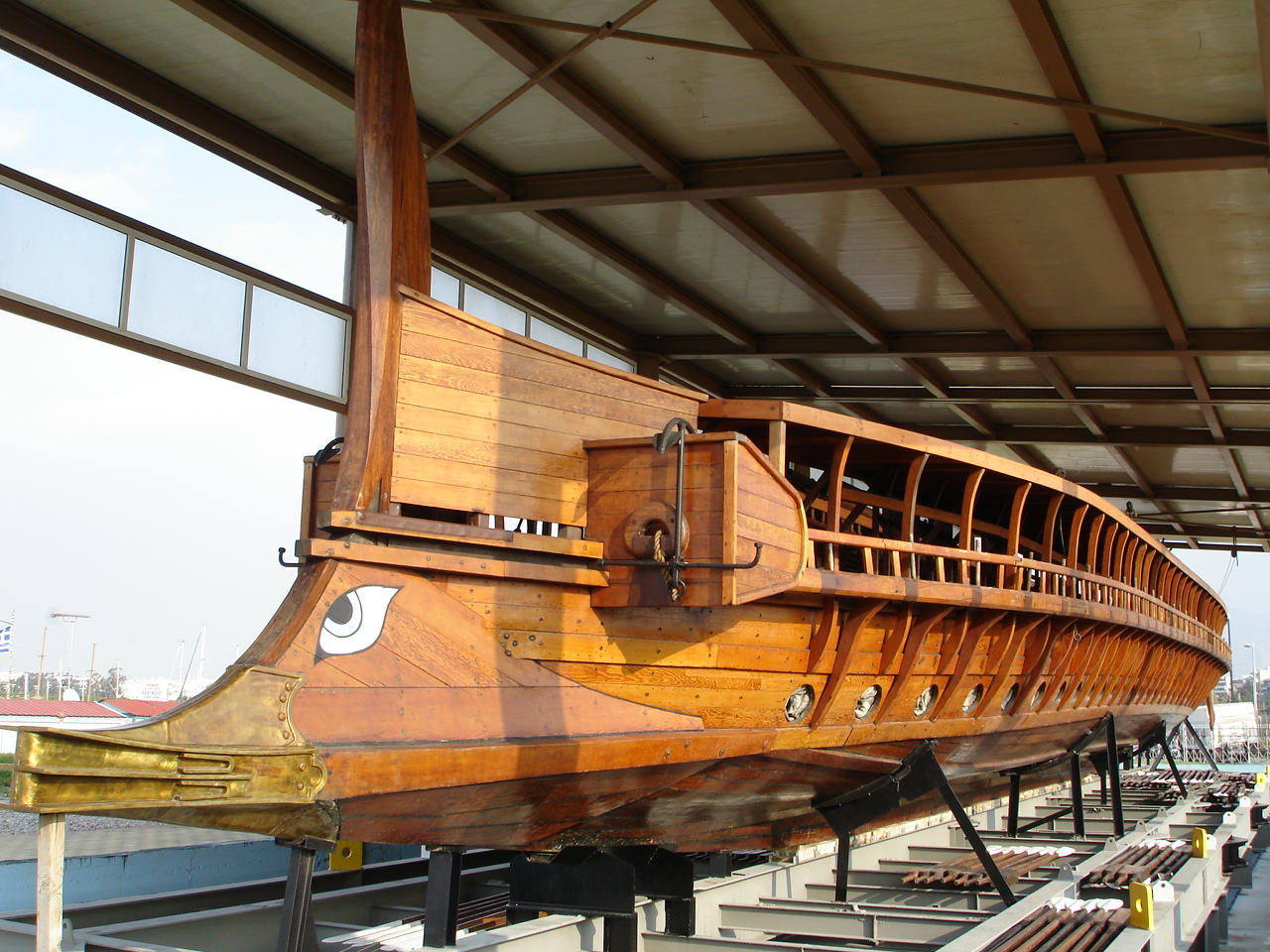
Op de hoes een Trireem Olympias

Allen van Stewart, gearrangeerd door Juber:

| Nr. | Titel                                    | Duur |
| --- | ---------------------------------------- | ---- |
| 1.  | Lord Salisbury                           | 3:26 |
| 2.  | (A child's view of) the Eisenhower years | 3:11 |
| 3.  | The ear of the night                     | 3:06 |
| 4.  | Hanno the navigator                      | 4:17 |
| 5.  | Shah of shahs                            | 5:03 |
| 6.  | Angry bird                               | 2:43 |
| 7.  | The loneliest place on the map           | 3:31 |
| 8.  | Sleepwalking                             | 4:32 |
| 9.  | Football hero                            | 5:38 |
| 10. | Elvis at the wheel                       | 3:10 |
| 11. | Silver kettle                            | 3:56 |
| 12. | Like William McKinley                    | 4:15 |

## Historische verwijzingen
- Lord Salisbury verwijst naar Robert Gascoyne-Cecil, die beweerde dat Engeland weer ooit heerser over de wereld zou worden;
- A Child's view, laat zien wat een kind zag en meemaakte tijdens het bewind van president Dwight Eisenhower, zoals Elvis Presley op televisie, maar ook de Koreaanse Oorlog;
- Hanno the Navigator verwijst naar Hanno
- Shah of Shahs over de haastige vlucht van Mohammed Reza Pahlavi tijdens de Iraanse Revolutie, waarbij hij al zijn spullen moest achterlaten;
- Football hero; een voetballer dribbelt een aantal tegenstanders voorbij en staat alleen voor de keeper; het gehele stadion en televisiekijkers zien wat hij niet ziet; een medespeler staat in betere doelpositie, doch de voetballer gaat voor eigen geluk na zoveel tegenstanders uitgespeeld te hebben; de bal belandt op de paal; later is niets meer van de gedreven solo vernomen; men heeft het alleen nog over het feit dat hij de bal had moeten afspelen;
- Elvis at the Wheel gaat over een gelezen verhaal over de legende dat Elvis achter het stuur een wolk in de vorm van het gezicht van Stalin ziet veranderen in het gezicht van Jezus; Elvis beschouwde dat als een teken van God en verdiepte zich meer in religie; het is tevens een aanklacht tegen het feit dat er in de Verenigde Staten nauwelijks meer onafhankelijke boekwinkels zijn; er zijn bijna alleen nog zaken die deel uitmaken van grote ketens.